# Cathédrale Saint-Vincent de Viviers
Cette  cathédrale n’est pas la seule cathédrale Saint-Vincent.
La cathédrale Saint-Vincent de Viviers est la cathédrale du diocèse catholique de Viviers depuis le IVe siècle. Elle est située à Viviers, dans le département de l'Ardèche, en France.

## Présentation

### Transfert du siège épiscopal d'Alba à Viviers
La date du transfert du siège d'épiscopal d'Alba, capitale des Helviens, et le nom de l'évêque ayant fait ce transfert, a fait l'objet d'un débat au XIXe siècle. R. Lauxerois a repris l'avis de Louis Duchesne affirmant que ce transfert a été fait par un certain Promotus, et non Auxonius, 5e évêque d'Alba. L'histoire racontée au XIXe siècle d'un évêque assassiné, d'une population en fuite, et d'un évêque s'installant à Mélas puis à Viviers, est fantaisiste. La Vetus Carta, premier cartulaire de la cathédrale de Viviers datant du Xe siècle, donne dans la liste des évêques comme successeur de Promotus, Lucianus siégeant regnate Alarico, sous le règne d'Alaric II, mort en 507. On a trouvé une épitaphe d'un évêque mort en 487 à Saint-Thomé. Yves Esquieu en déduit que le transfert du siège épiscopal a bien été fait par Promotus, premier évêque installé à Viviers entre 474-475 et 487. Rien dans l'épitaphe et dans la Vetus Carta ne permet de savoir pourquoi le siège a été transféré. On ne sait pas à quelle date Alba a été abandonnée. Le transfert est probablement dû aux nouvelles conditions politiques et économiques. Après Promotus, il y a l'évêque Lucianus, puis vient Venance qui appartient à la famille des rois burgondes et qui a participé au concile d'Épaone en 517, et au concile de Clermont en 535. Il serait mort en 544. D'après les Acta sanctii Venantii, c'est l'évêque Venance qui aurait relevé les murailles de la cité, orné les églises, et restauré la cathédrale.
Il est possible que la cathédrale de Viviers ait été ruinée en 736 pendant une incursion de Sarrasins, puis reconstruite. C'est peut-être à la suite de cet évènement que l'implantation de la cathédrale a été déplacée vers le sud.
Quand l'évêque Léodegaire (Léger) est élu en 1096, il trouve une cathédrale en ruine. Il entreprend sa reconstruction. La nouvelle cathédrale est consacrée le 27 février 1119 par le pape Calixte II, alors que le bâtiment n'est pas achevé. Le plan de l'abside à chapelles rayonnantes carrées, inhabituel dans la région, pourrait être inspiré de l'abbatiale de Tournus. La nef s'inscrit dans la période de diffusion des édifices à trois vaisseaux dans la vallée du Rhône, au second quart du XIIe siècle.
Des fouilles ont été entreprises en 1978 et 1983, place de la Plaine, au nord de la cathédrale. Elles ont mis au jour des structures paléochrétiennes et les vestiges d'un groupe de trois édifices qui devaient composer le groupe cathédral du haut Moyen Âge. Ces fouilles ont aussi permis de trouver les fondations du cloître des chanoines du XIIIe siècle.

### La cathédrale actuelle

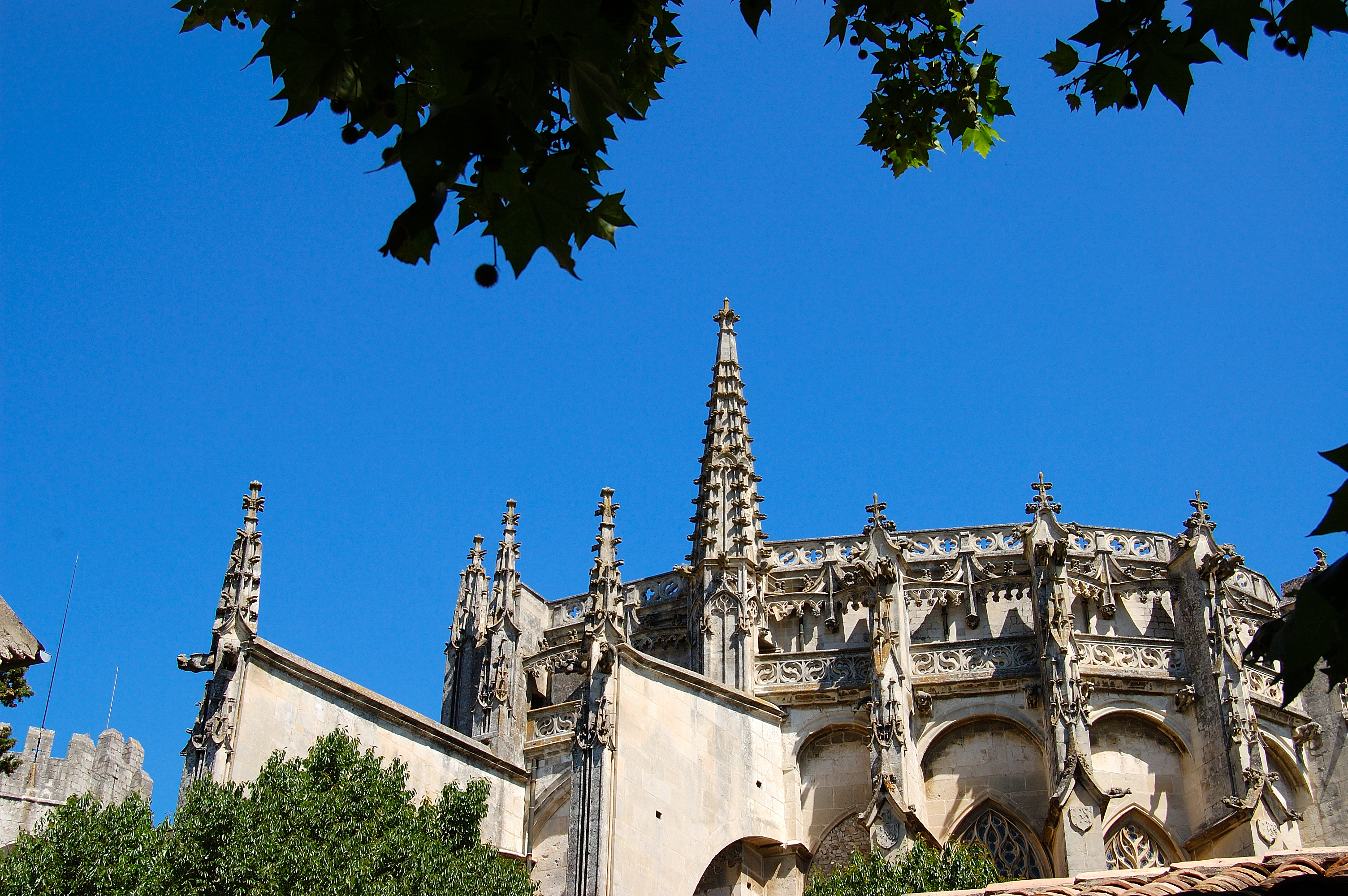
Détails de la cathédrale.

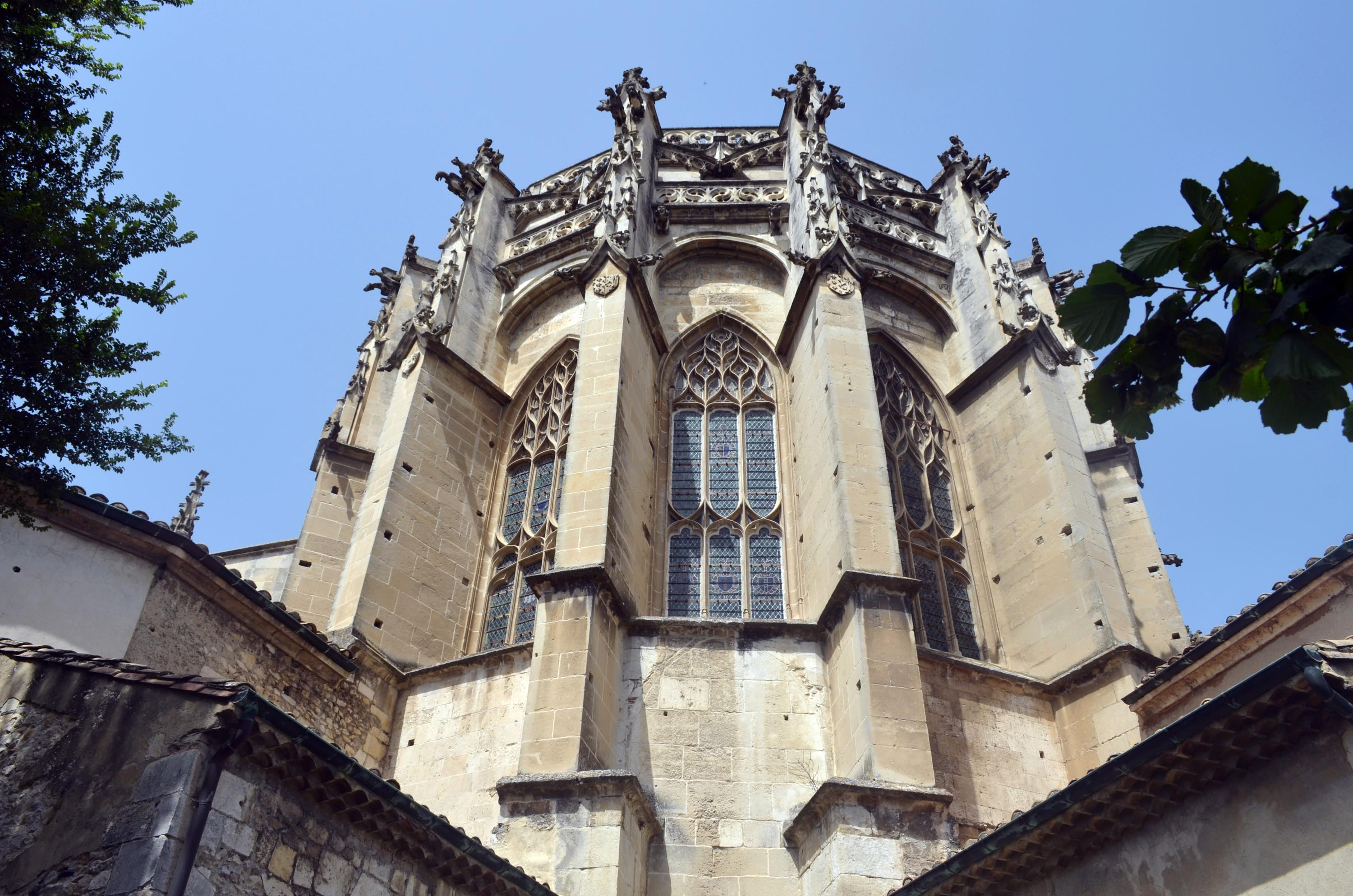
Chevet de la cathédrale.

Sur la base d’un édifice du XIe siècle (elle fut consacrée en 1119), succédant lui-même à un sanctuaire beaucoup plus ancien, remaniée aux XVIIe et XVIIIe siècles, la cathédrale Saint-Vincent juxtapose un élément défensif, une nef romane, et un chœur gothique flamboyant.
Au XVe siècle les chapelles rayonnantes sont reprises dans le goût gothique. Peu après, l’évêque Claude de Tournon (1498-1542) remanie l’édifice et fait bâtir le chœur de style gothique flamboyant (entre 1516 et 1521). Le dessin de la voûte est particulièrement remarquable. La richesse du programme sculpté se déploie tant à l'intérieur qu'à l'extérieur du chevet, dont le couronnement est l'un des exemples des grandes réalisations du gothique flamboyant français.
La cathédrale est dévastée par les guerres de religion en 1562 et 1567. Sa restauration est commencée par le préchantre du chapitre, François Monnier. Les murs de la nef sont relevés et reçoivent une couverture en bois. Au début du XVIIe siècle l'abside est entouré d'un déambulatoire, ce qui oblige à tronquer les chapelles rayonnantes, qui sont soit supprimées soit rallongées.
Le chapitre réintègre le chœur en 1606. La chapelle de la famille de Poitiers est transformée en sacristie en 1627. Il commande une chaire et un retable pour le maître-autel.
Des travaux d'embellissements ont lieu au XVIIIe siècle, dont il reste particulièrement le maître-autel de marbre. La voûte est reconstruite en pierre de 1757 à 1759 par l’architecte avignonnais Jean-Baptiste Franque.
La Révolution ne semble pas avoir beaucoup affecté le monument, qui se dégrada bien plus lors de la réunion du diocèse à celui de Mende entre 1801 et 1823. Des travaux de restaurations occupent les années 1820-30 et 1860. De 1864 à 1866 le couvrement du chevet est repris, afin de restaurer la riche sculpture qui le couronne. Ces ornements, particulièrement fragiles, sont à nouveau restaurés au début du XXe siècle, puis en 1983.
Dans son état actuel, le chœur, dont la largeur et la richesse contrastent avec les petites dimensions et la simplicité de la nef à trois travées sans transept, possède deux rangs de stalles. Des tapisseries des Gobelins ornent les murs. Le maître-autel baroque (XVIIIe siècle) est fait en mosaïque de marbres polychromes.

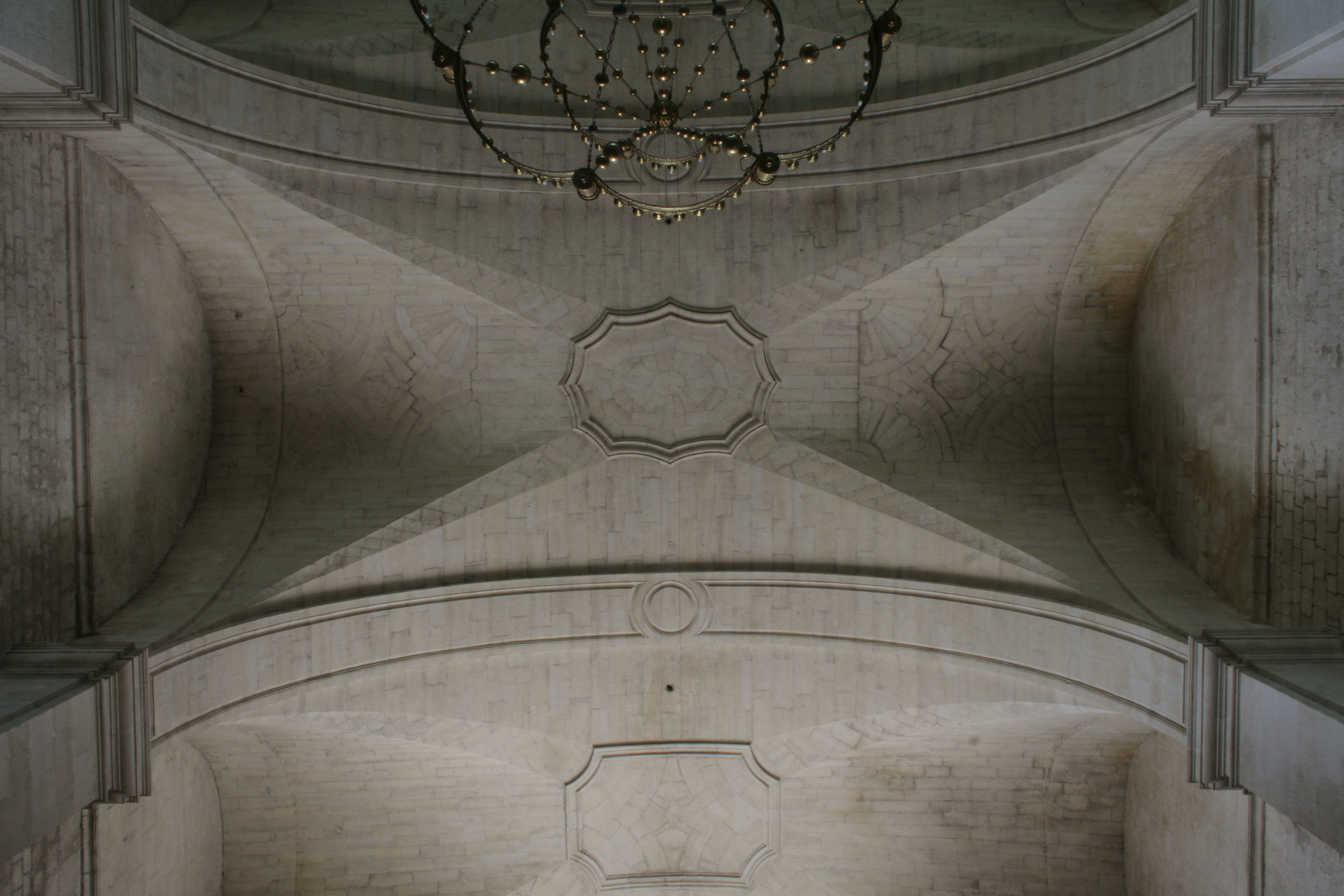
Reprise de la voûte par Franque : voûte d'arêtes à double arêtier.
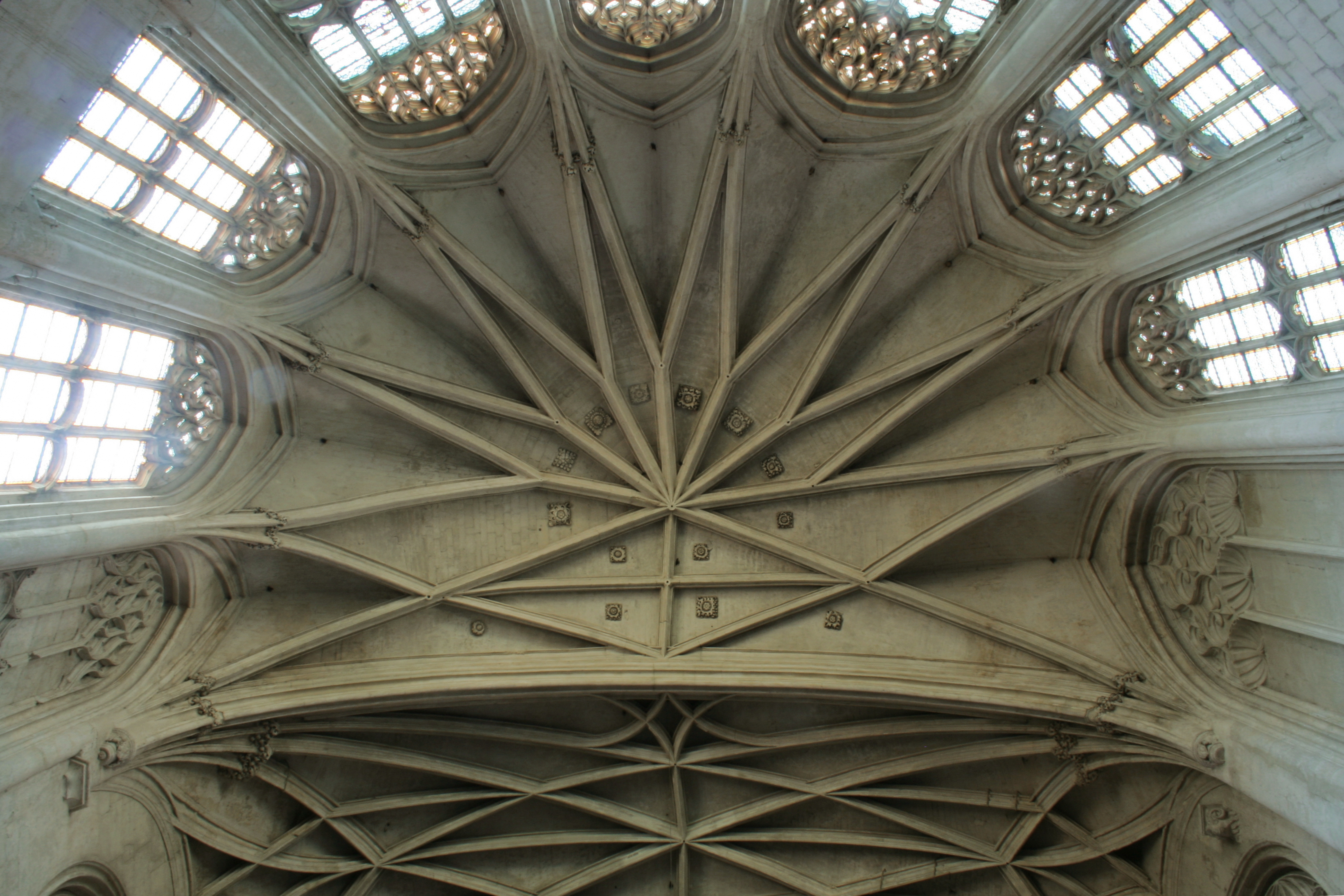
La voûte du chœur.
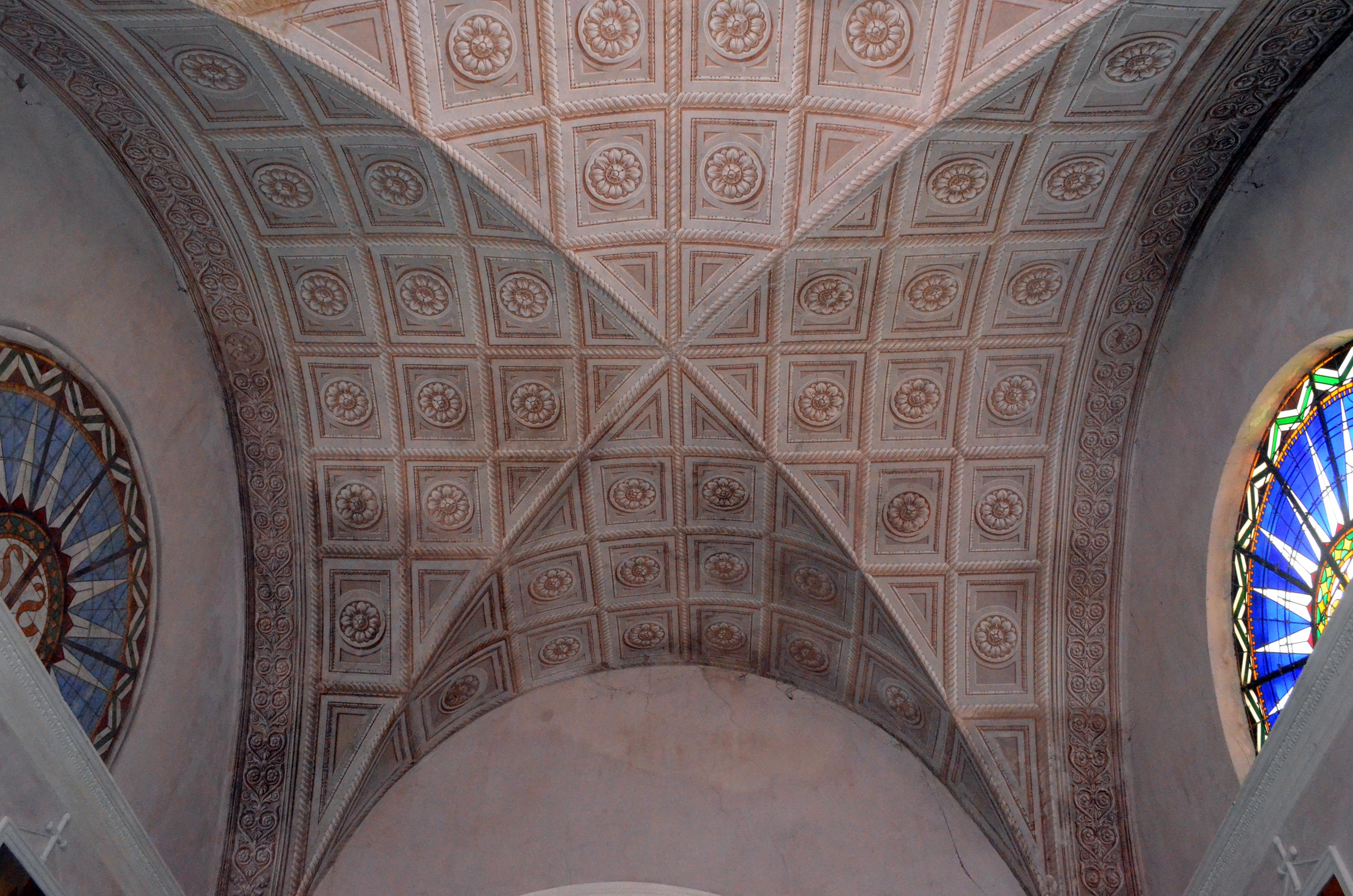
Voûte de la chapelle latérale.

Le clocher, dit encore « campanile » ou tour Saint-Michel, remonte à la construction du XIe siècle. Aujourd’hui relié à la nef par un porche, il constituait la porte d’entrée du quartier canonial. Sa base carrée, ornée de bandes lombardes, abritait un baptistère, elle est maintenant murée. Au-dessus se trouve une chapelle dédiée à saint Michel Archange, à la sculpture particulièrement soignée. Un étage supérieur devait constituer l’amorce d’un clocher inachevé (XIIe siècle). Un étage octogonal fut rajouté au XIVe siècle, portant sa hauteur à 40 m. Le clocher comporte quatre cloches. L'apparence extérieur du bâtiment a peu changé depuis la fin du Moyen Âge. À l'intérieur, les colonnette et chapiteaux de la chapelle ont été restitués au XIXe siècle.

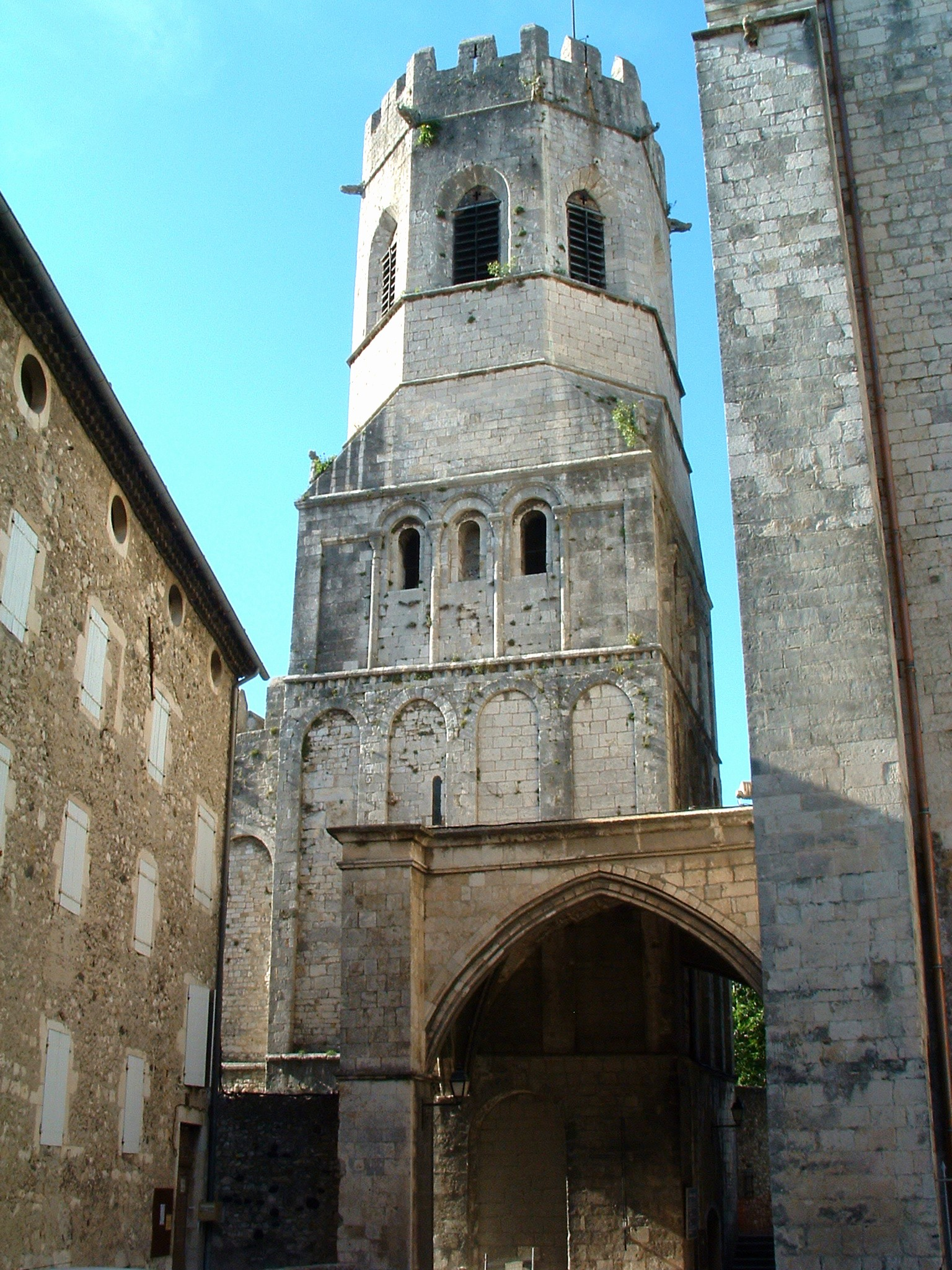
Clocher de la cathédrale.
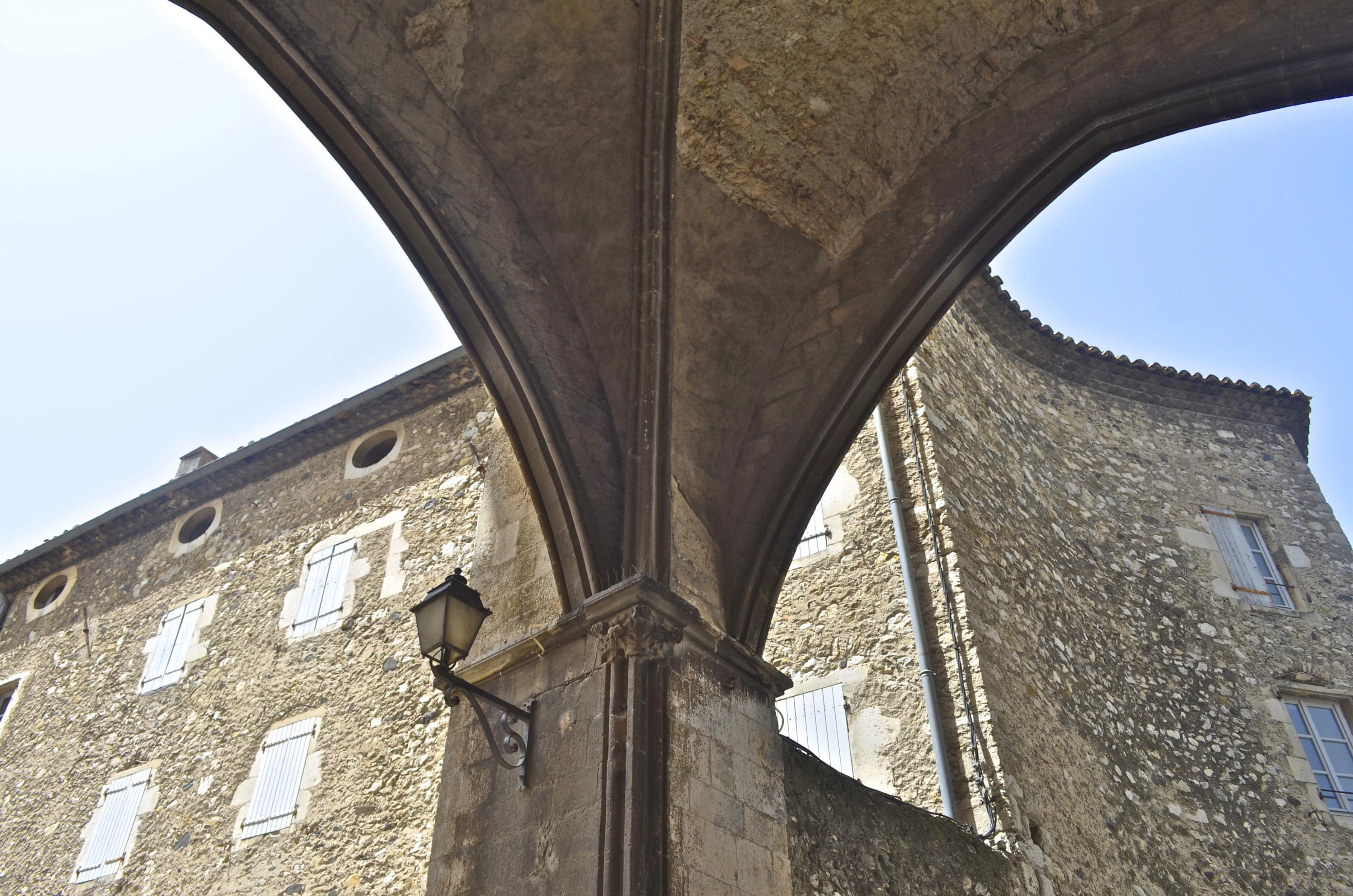
Le porche.

La cathédrale a été classée au titre des monuments historiques le 9 août 1906,.

## Vocable
Saint Vincent, patron de la cathédrale et du diocèse de Viviers, est un diacre espagnol qui fut martyrisé au IVe siècle.

## Quelques faits historiques
La cathédrale a été consacrée les 27 février 1119 et 27 février 1946.
En 1906, son inventaire, prévu le 15 février dans le cadre de la loi de séparation des Églises et de l'État, est reporté au 19. Ce jour-là, en présence de manifestants barricadés à l'intérieur et d'une foule estimée à un millier de personnes, Joseph-Michel-Frédéric Bonnet présent, lit une protestation remarquée par les manifestants. À la sienne s'ajoute celle de M. Pavin de Lafarge, conseiller général. Les autorités ne peuvent pénétrer dans l'édifice qui demeure occupé jour et nuit par une centaine de paroissiens. Le 23 février, en présence de troupes militaires réquisitionnées pour l'occasion, l'opération se déroule après défonçage des portes. Là aussi une foule nombreuse réunie par le tocsin était présente.
Des dates récentes :
- 1994 : les paroisses catholiques de Viviers, Saint-Thomé et Valvignères forment l’« ensemble inter-paroissial de Viviers » ;
- 2003 : création de la paroisse « Charles de Foucauld Viviers / Le Teil », par fusion des paroisses catholiques regroupées au sein des « ensembles inter-paroissiaux » de Viviers et du Teil soit celles d’Alba-la-Romaine, Aubignas Cruas, Le Teil, Meysse, Rochemaure, Saint-Martin-sur-Lavezon, Saint-Pierre-la-Roche, Saint-Thomé, Sceautres, Valvignères, Viviers (1er octobre)[7] ;
- 2013 : à compter du 1er septembre, la cathédrale Saint-Vincent est confiée à un recteur, secondé par une équipe rectorale, chargé de l'organisation de célébrations et rassemblements diocésains et de l'accueil des visiteurs[8]… ;
- 2019 : 
  - le 16 avril, environ 500 fidèles, les prêtres et diacres du diocèse se réunissent auprès de Jean-Louis Balsa pour la messe chrismale et les 900 ans de la consécration de l'édifice[9].
  - le 11 novembre, un séisme secoue la région Le Teil - Viviers fragilisant la cathédrale qui demeure fermée par sécurité durant plus d'une année.
- 2020 : après un mois de travaux de maçonnerie la cathédrale accueille de nouveau les fidèles. La première célébration est la messe de minuit le 24 décembre, présidée par Jean-Louis Balsa, évêque de Viviers[10].

## Intérieur de l'édifice

### Le sanctuaire

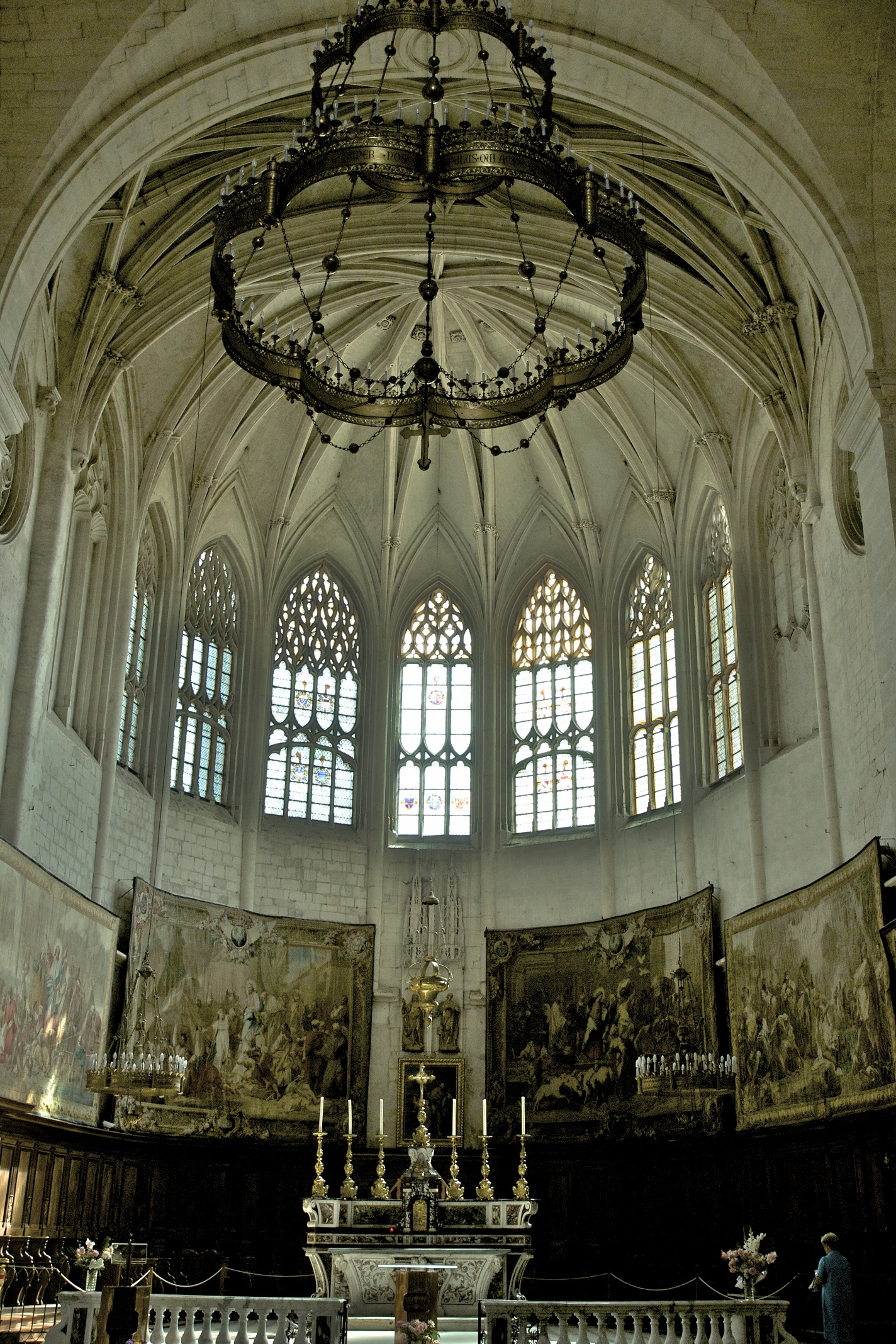
Le chœur de la cathédrale Saint-Vincent de Viviers en 2011.

Plusieurs éléments aux fonctions liturgiques précises prennent place dans le chœur, : 
- la cathèdre : siège de présidence ne pouvant être occupé que par l’évêque. Elle donne son nom à l’édifice : la « cathédrale » ou église de l’évêque. De « style Empire », elle date du XIXe siècle. Ce fauteuil épiscopal est classé monument historique au titre d'objet depuis le 23 février 1971 [13] ;
- Le Christ en croix dominant l’assemblée a été sculpté en 1599 ou 1609 par le menuisier de Romans-sur-Isère : Antoine Rousset. Il est classé monument historique au titre d'objet depuis le 19 juillet 1968 [14].
- l’ambon ;
- l’autel.

Ces deux derniers éléments ont été placés en 2005 à l’occasion de la béatification de Charles de Foucauld, patron de la paroisse nouvelle intégrant la cathédrale, et de la venue en ce lieu de Fortunato Baldelli, nonce apostolique en France.
Les socles en cuivre travaillés sont l’œuvre de l’artiste de Tournon-sur-Rhône : Jean Huard. Le porte livre de l’ambon et la table de verre de l’autel sont une création de Jean-Marie Dumolard ,« Pour les chrétiens, ce verre -  matière minérale - rappelle une autre matière minérale : la pierre, « le roc qu’est le Christ ». L’unité de facture entre l’ambon et l’autel leur évoque aussi le Christ : « Il est, dit le concile Vatican II, réellement présent dans l’Eucharistie et dans la Parole proclamée dans l’assemblée ». En 2017-2018 l'environnement immédiat de ces deux éléments a été revu avec l'enlèvement d'une partie de l'ancienne table de communion et de diverses estrades supports, le tout permettant d'alléger l'ensemble du chœur, de libérer de l'espace autour et d'en faciliter l'accès.
- la Présence : le pain consacré à la messe, élément extrêmement sacré, devenu Corps du Christ pour les catholiques. Signalée par une lumière invitant à la dévotion et à l’adoration, elle est placée ici dans le tabernacle de l’ancien maître-autel datant du XVIIIe siècle.

### Mobilier
Une partie du mobilier de la cathédrale est recensé dans la base Palissy. Quelques pièces parmi les plus importantes :

#### Tabernacle
D’une manière générale, un tabernacle est la réserve où l’on garde le pain consacré à la messe, destiné à être porté à ceux qui ne peuvent participer aux célébrations, en particulier les malades ou les personnes âgées. Ici le tabernacle de la cathédrale est placé au sein de l’ancien maître-autel réalisé en 1727 par des marbriers génois ( ?) installés à Marseille. L’ensemble a été consacré en 1728. Constitué de marbre blanc incrusté de marbres polychromes formant sur certaines parties une marqueterie avec des détails réalistes comme des oiseaux, il est classé monument historique.

#### Statues
Quelques pièces classées monument historique au titre d'objet depuis le 19 juillet 1968 :
- Vierge à l'Enfant, XVIIe siècle[20] ;
- Christ aux outrages ou Ecce Homo, XVIIe siècle[21] ;
- Saint Jean-Baptiste et Saint Vincent  , XVIIe siècle, provenant d’une annexe de la cathédrale : la chapelle Saint-Jean. Ces deux statues sont en bois doré [22] ;
- Jean Magrou (1869-1945), Monument funéraire de Mgr Bonnet, 1928, marbre, classé monument historique au titre d'objet depuis les 16 décembre 1982 et 12 janvier 1983[23].

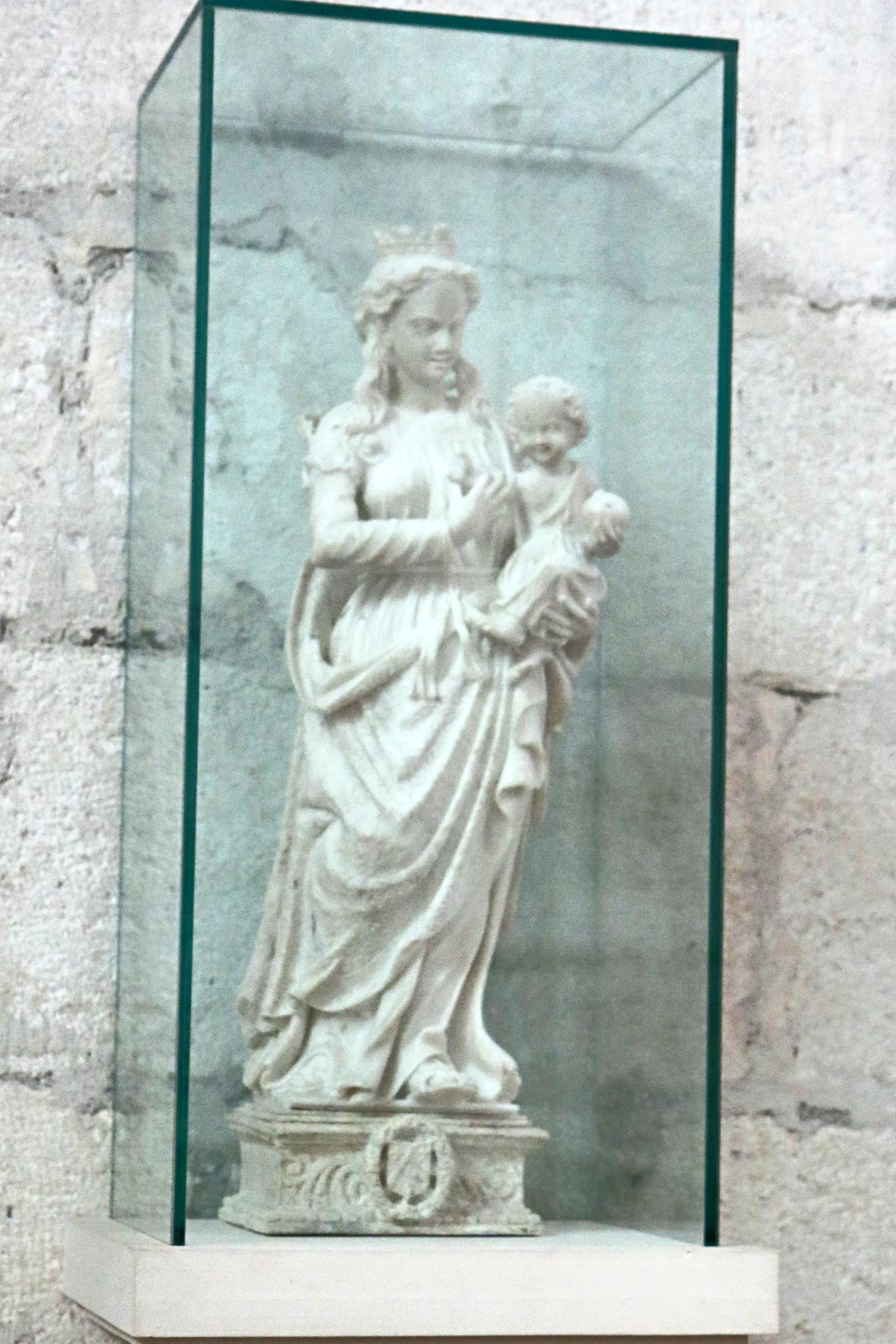
École française du XVIIe siècle, Vierge à l'Enfant.
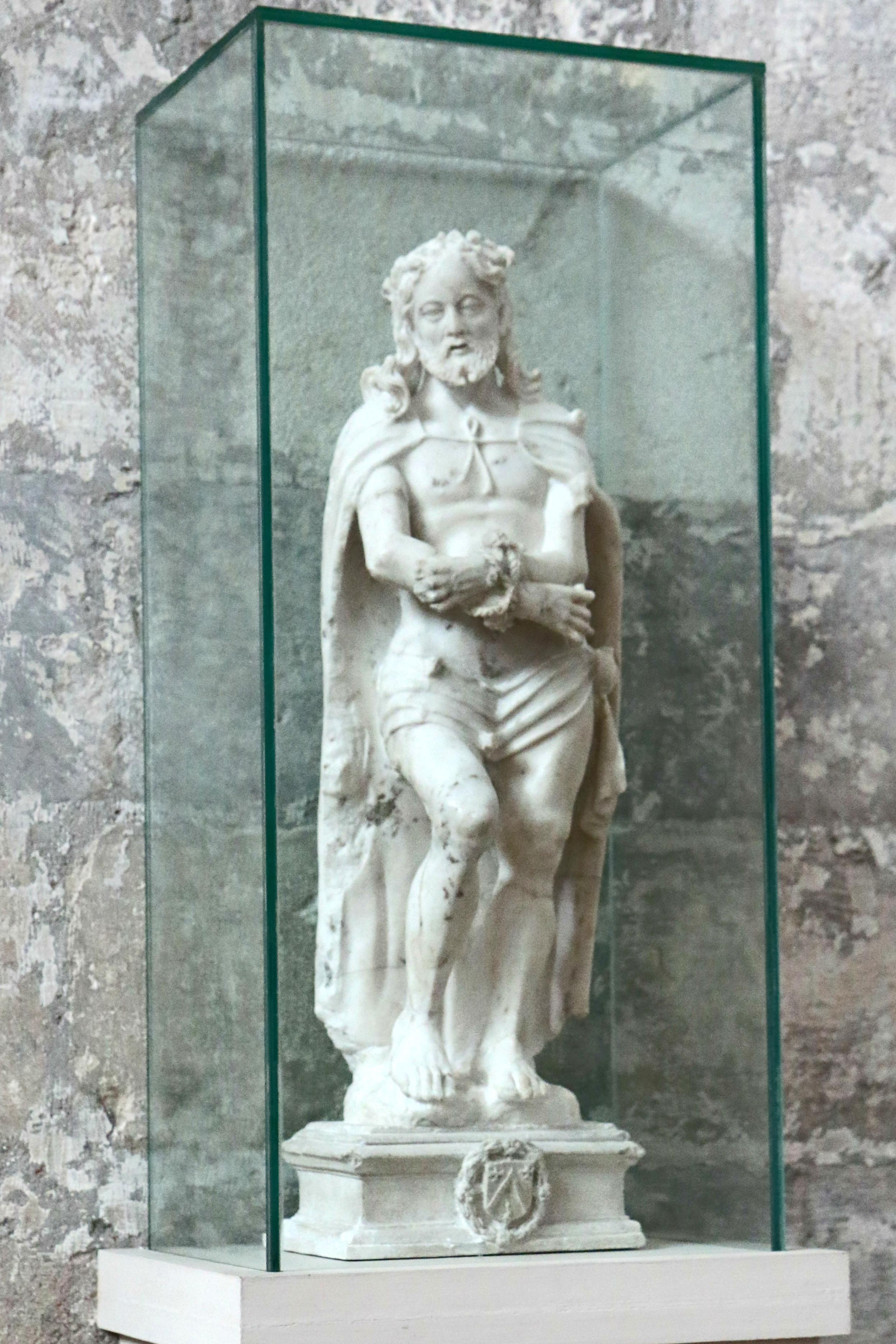
École française du XVIIe siècle, Ecce Homo.
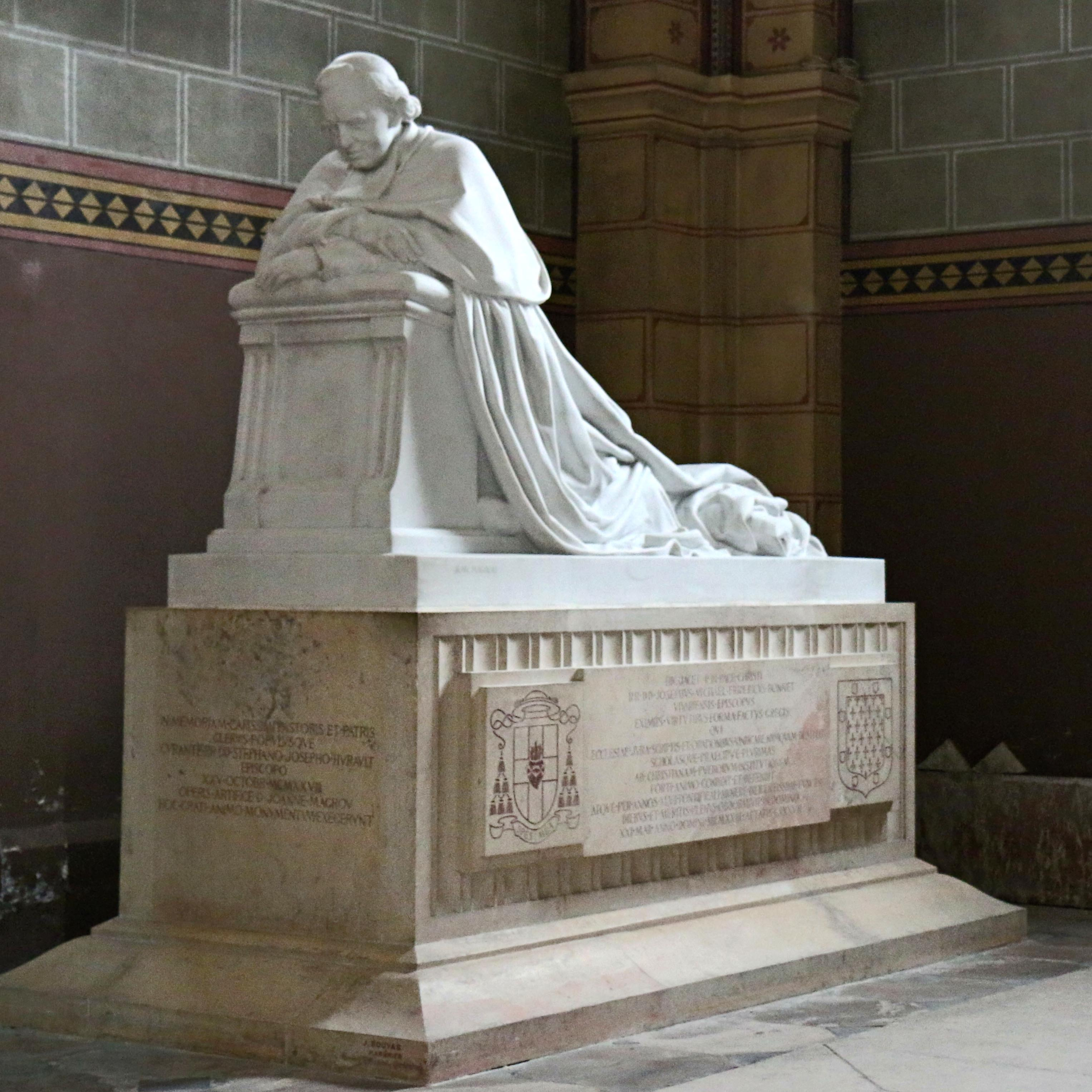
Jean Magrou, Monument funéraire de Mgr Bonnet (1928).

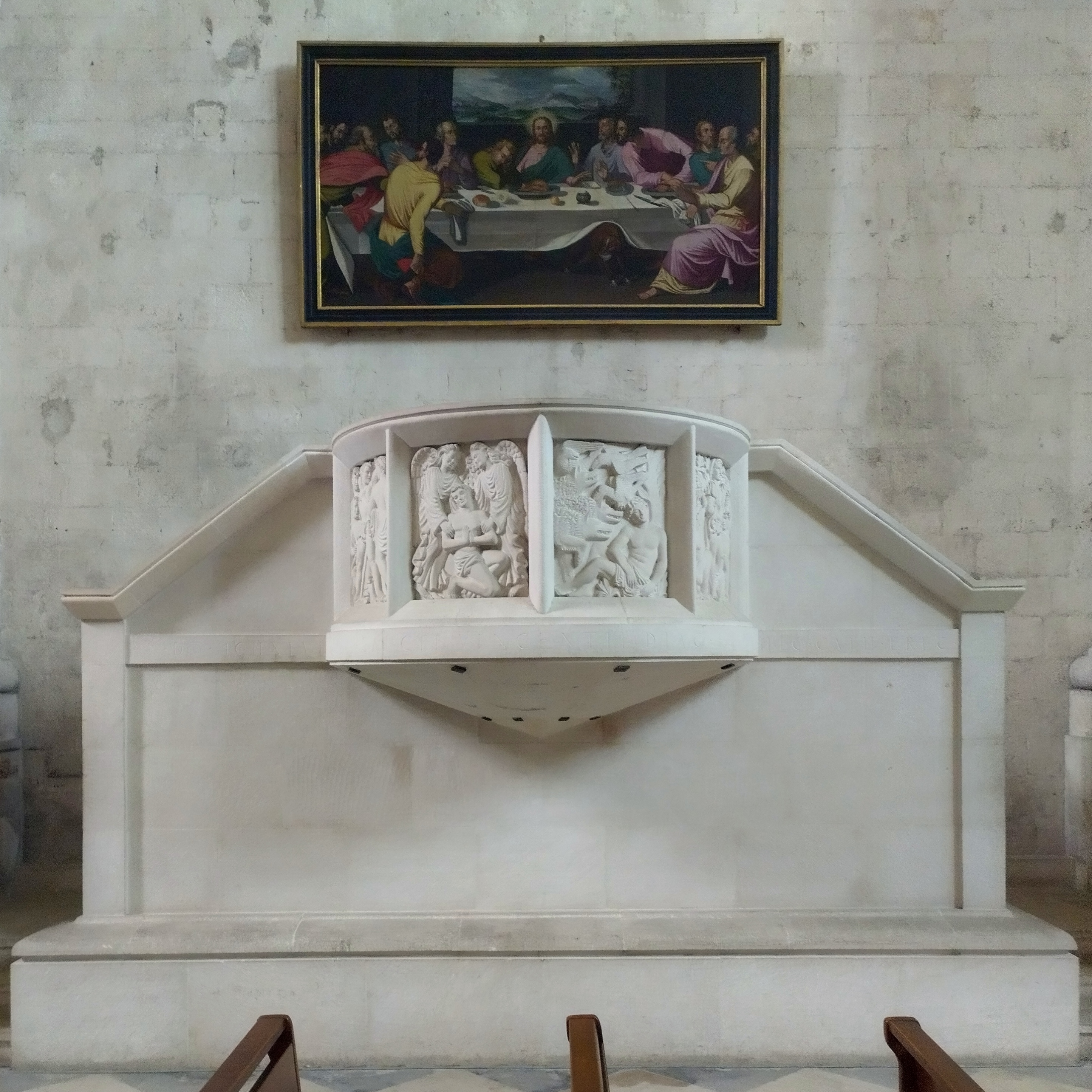
Chaire de la cathédrale

#### Autres éléments
- Tombeau des évêques de Viviers avec sa dalle comportant leurs armoiries.
- Les vingt-quatre stalles sur deux rangs, datant du XVIIe siècle, ensemble classé monument historique au titre d'objet depuis le 12 juin 1952[24].
- Le tambour du portail principal, première moitié du XIXe siècle[25].
- La chaire à prêcher en calcaire blanc mise en place en 1944[26].

#### Tableaux
- Reynaud Levieux, Le Retour d’Égypte, quatrième quart du XVIIe siècle, huile sur toile, classée Monument historique au titre d'objet le 23 octobre 1972[27].
- Nicolas Mignard, L’Annonciation, 1642, huile sur toile, classée monument historique au titre d'objet le 4 juillet 1903[28].
- Jean-Baptiste de Hault, Le Rosaire, 1627, huile sur toile, classée monument historique au titre d'objet le 8 avril 1963[29].
- Anonyme, Saint Nicolas , XVIIe siècle, huile sur toile, inscrite parmi les monuments historiques au titre d'objet le 19 juillet 1974[30].

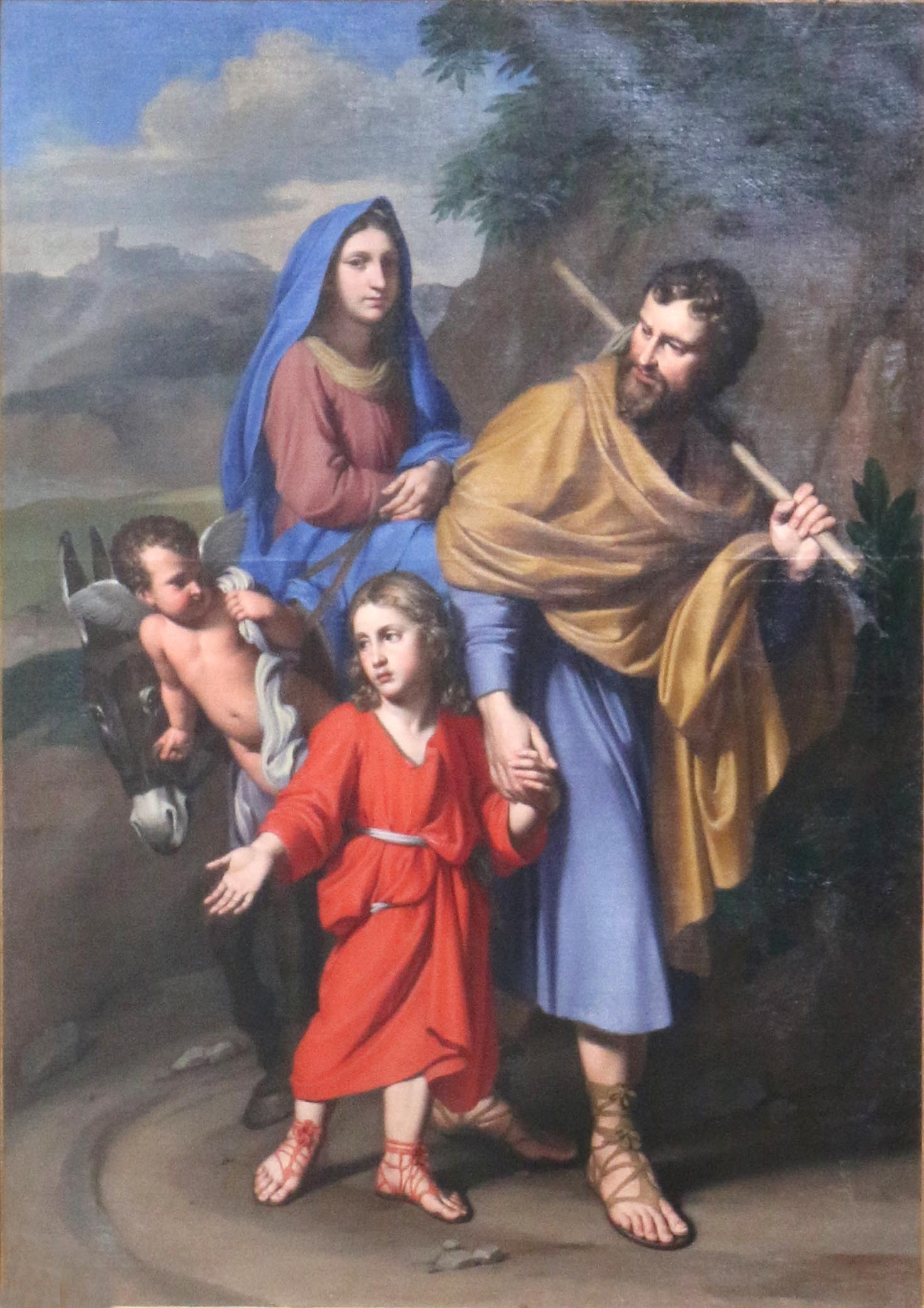
Reynaud Levieux, Le Retour d'Égypte.
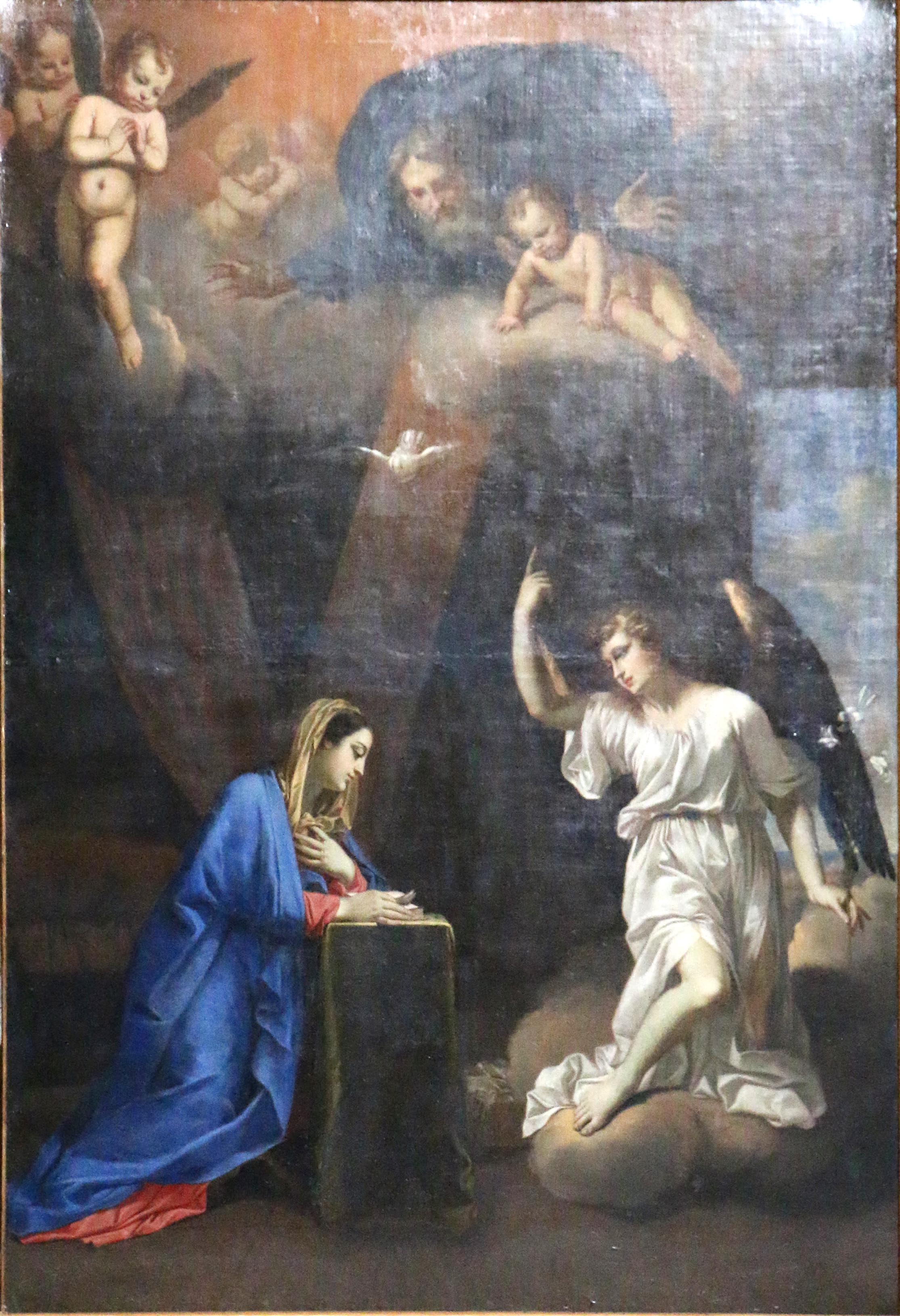
Nicolas Mignard, L’Annonciation (1642).
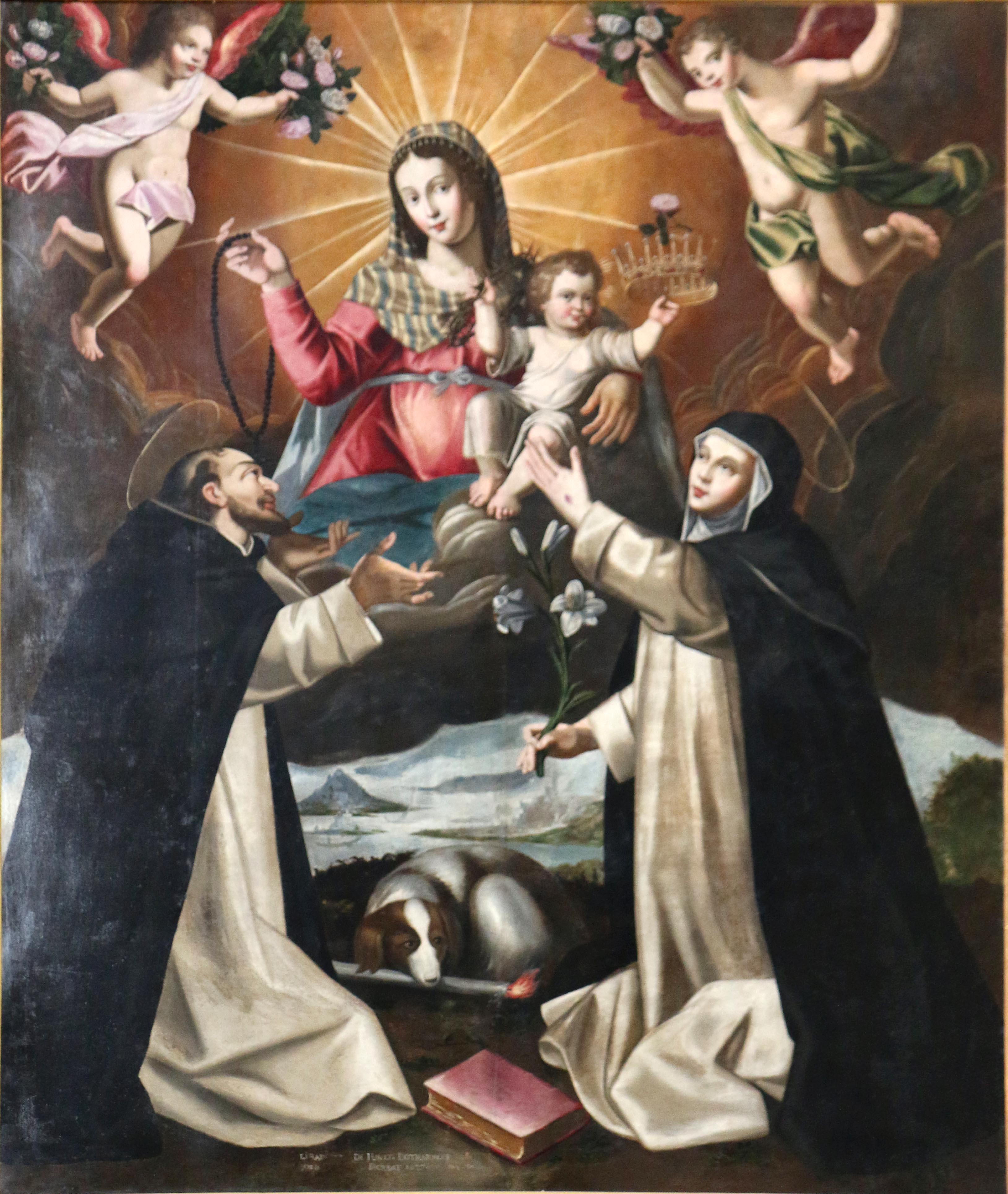
Jean-Baptiste de Hault, Le Rosaire (1627).
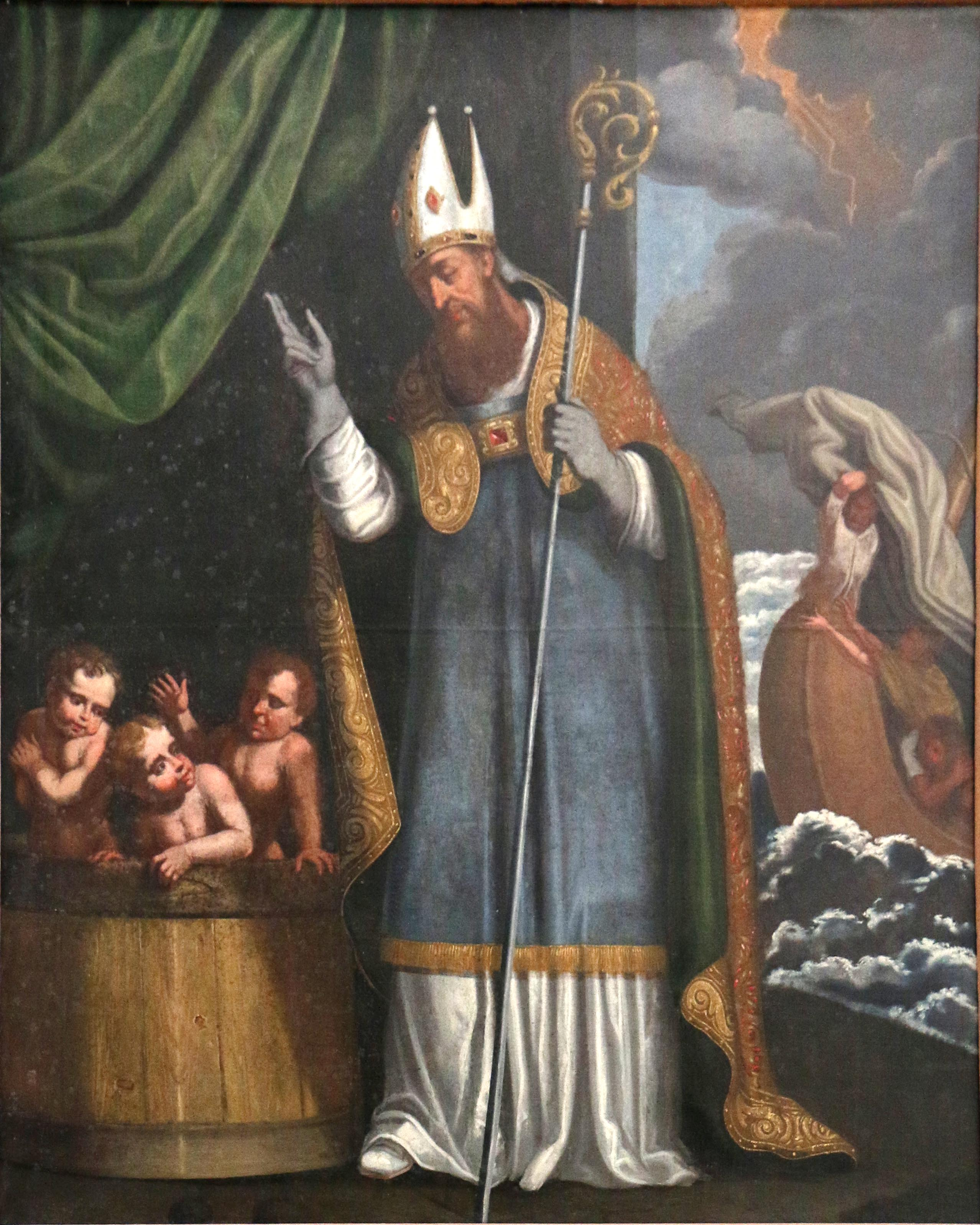
École française du XVIIe siècle, Saint Nicolas.

Durant l’épiscopat de François Blondel ont été placés des portraits de saints et bienheureux ardéchois comme :
- Charles de Foucauld ;
- Marie Rivier ;
- Thérèse Couderc ;
- Jean-François Régis ;
- Pierre Vigne.

Conférant à la cathédrale un caractère ardéchois plus marqué, ils portent la signature de sœur Françoise Ménétrier.

#### Orgues

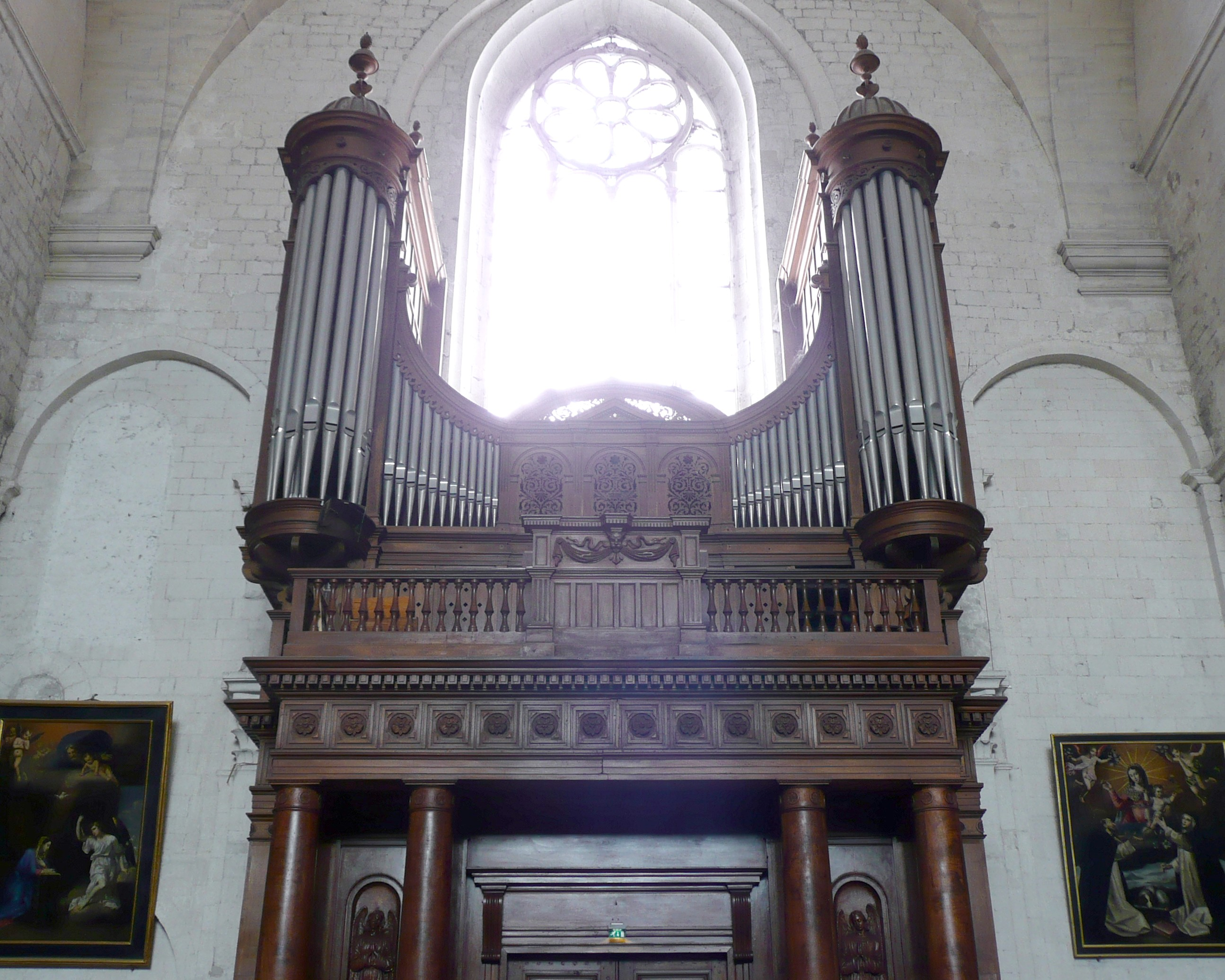
L'orgue de tribune.

La cathédrale est dotée de deux orgues répertoriées à l’Inventaire général du patrimoine culturel : 
- le grand-orgue placé au-dessus du portail principal, datant de 1841, est signé John Abbey ; il possède 31 jeux sur trois claviers manuels et pédalier, les transmissions sont électriques [31] ;
- l’orgue de chœur date de 1869. Il porte la signature de la Maison Merklin-Schutze [32].

#### Tapisseries de laManufacture des Gobelins
Six scènes du Nouveau Testament datant du XVIIIe siècle sont classées monuments historiques au titre d'objet depuis le 4 juillet 1903 :
- La Pêche miraculeuse ;
- Résurrection de Lazare ;
- Jésus chassant les marchands du temple ;
- Baptême du Christ ;
- Lavement des pieds ;
- La Cène.

Cette dernière, volée le 14 décembre 1974, n'est pas localisée.

#### Verrières
Les verrières du chœur sont décorées par les armoiries d’évêques de Viviers et du chapitre de la cathédrale.

Le chœur
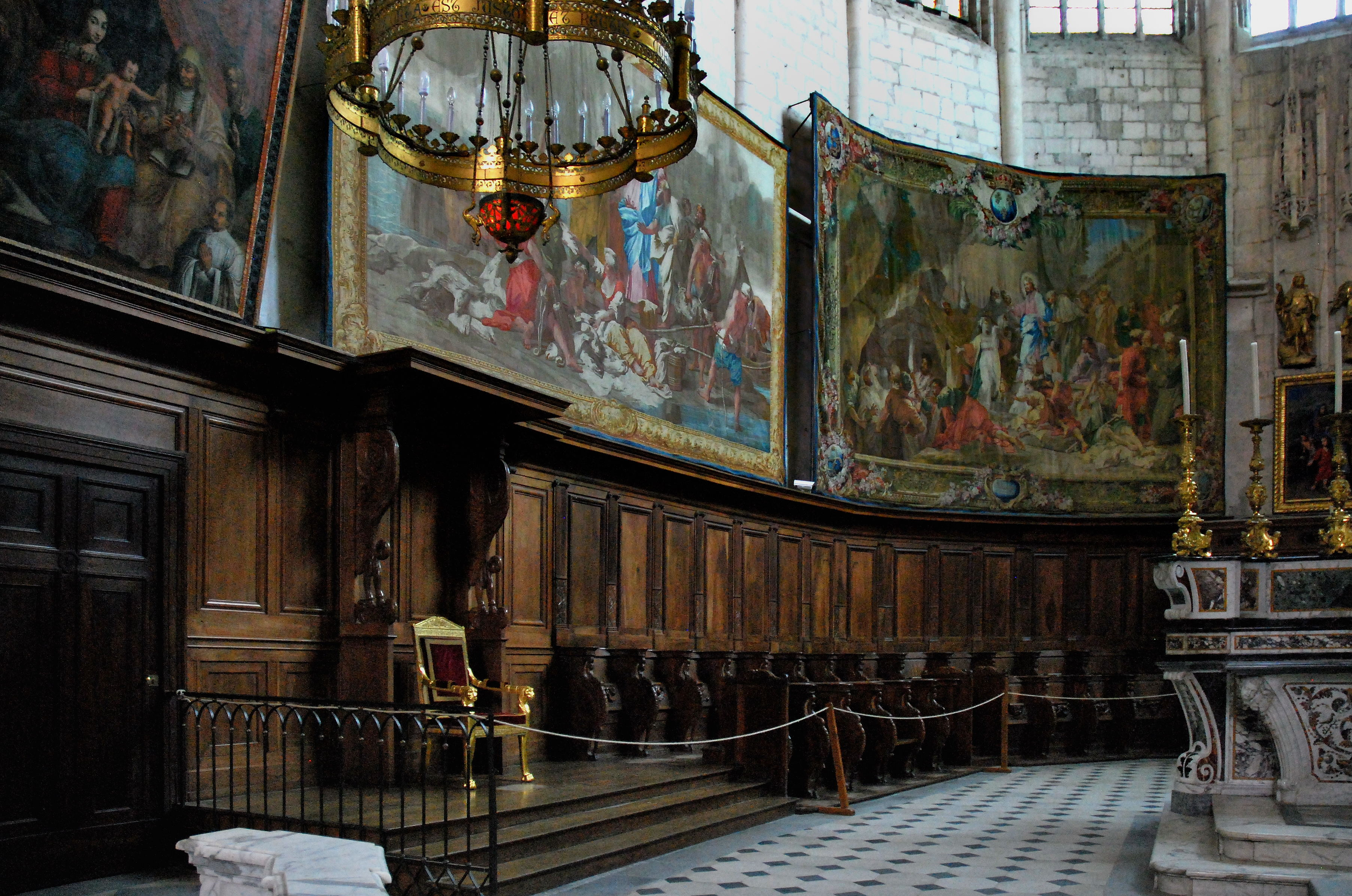
Cathèdre de l’évêque, stalles et tapisseries.
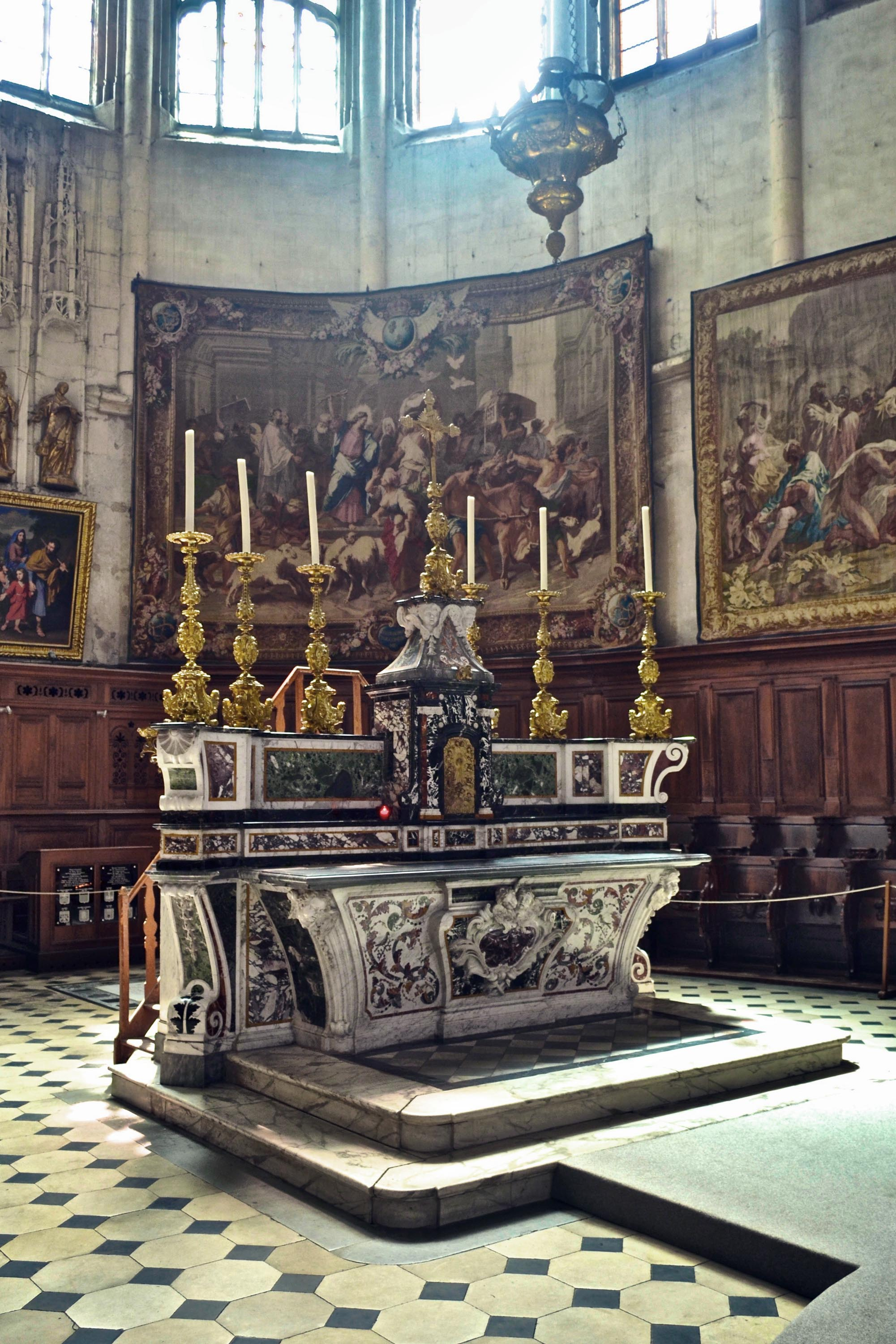
Tabernacle, ancien maître-autel et tapisseries.
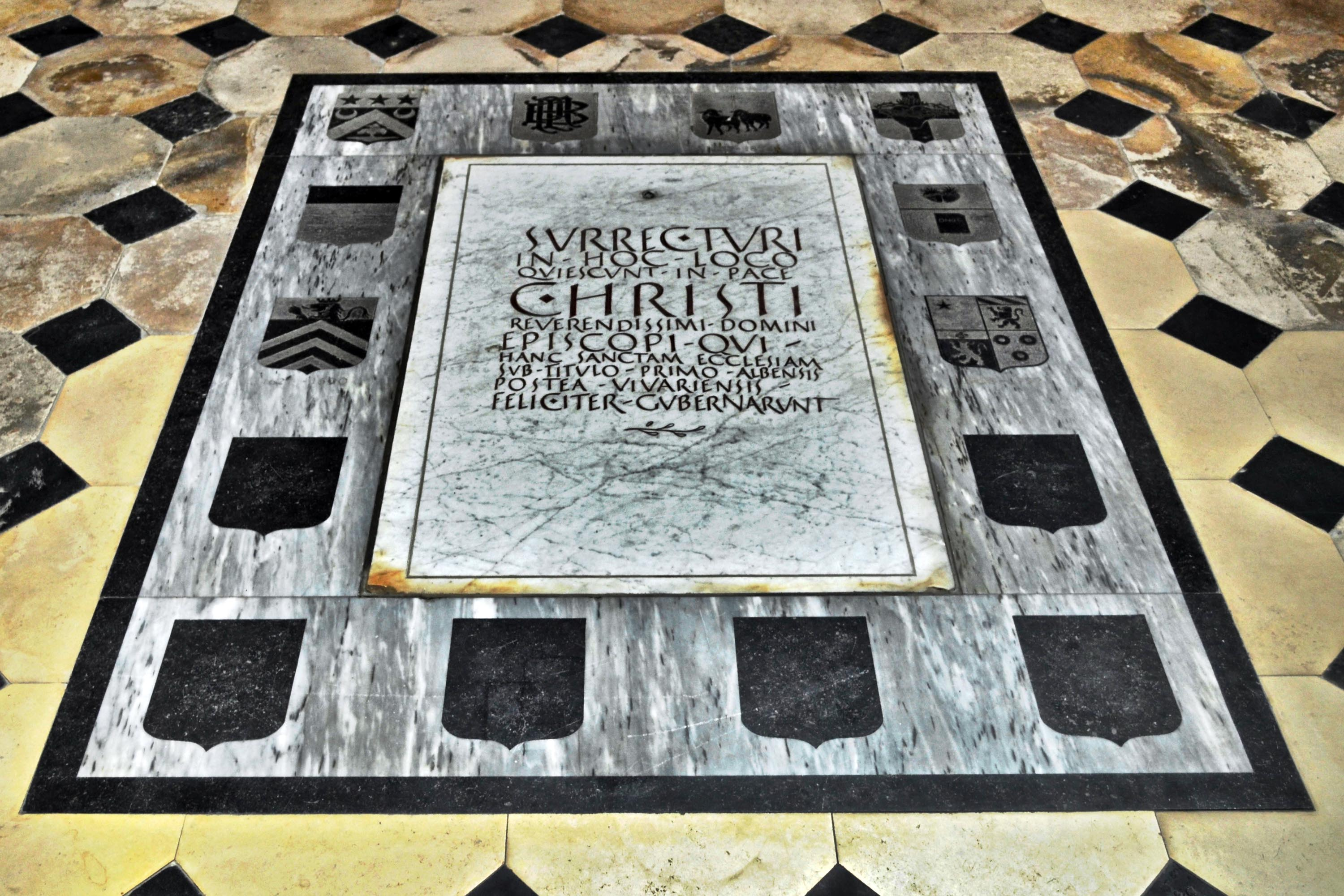
Dalle funéraire des évêques de Viviers inhumés dans le chœur de la cathédrale.

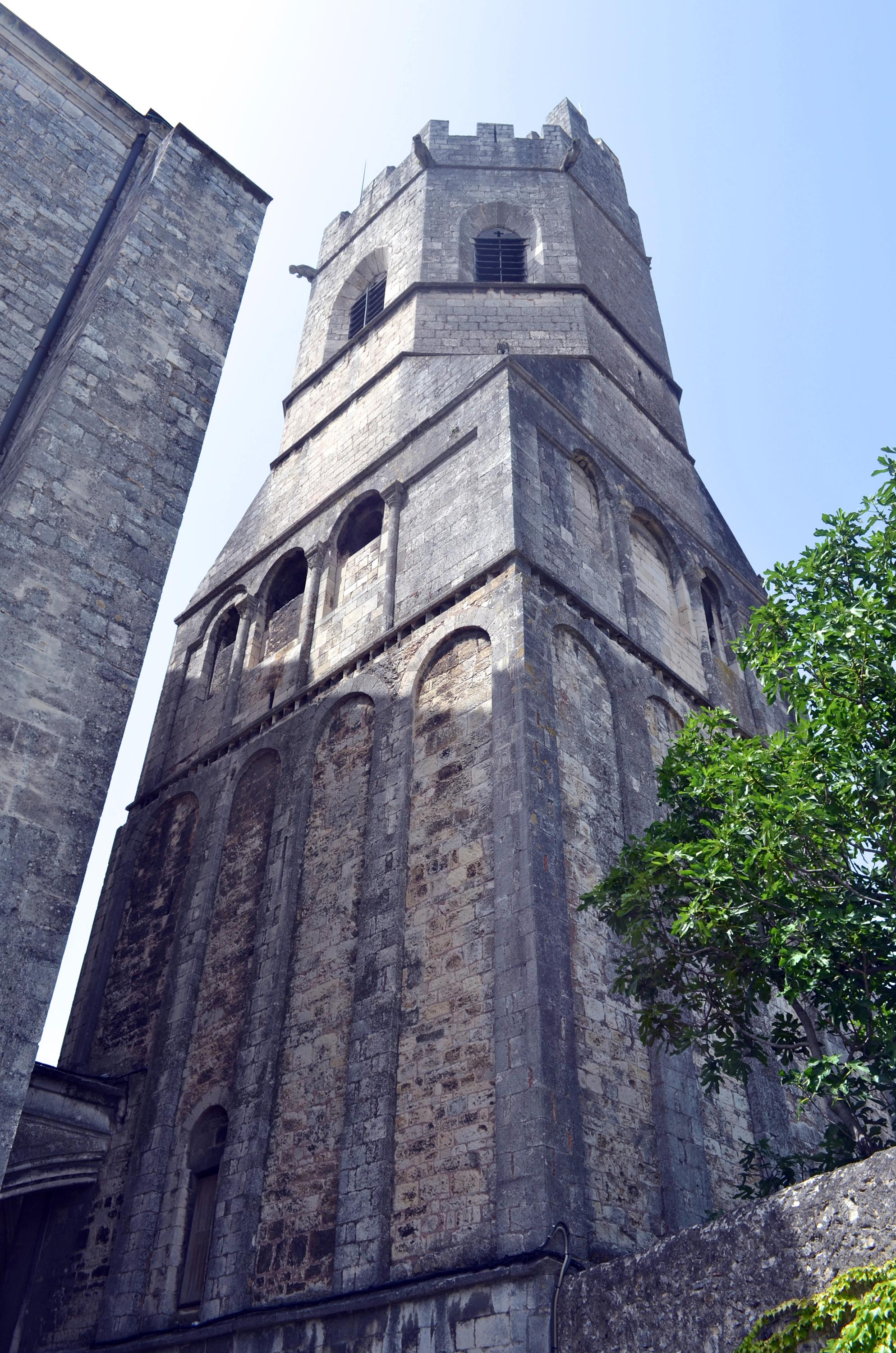
Le clocher ou tour Saint-Michel.

### Les cloches
La tour Saint-Michel est dotée de quatre cloches sonnant à la volée :
- Marie-Jeannette, donne un si 2 et pèse 2 439 kg ;
- Théodorine-Joséphine, donne un mi 3 pour 860 kg ;
- Arsène-Élisabeth, sol 3 pour 446 kg ;
- Antoinette-Sophie, do 4 avec 238 kg.

Fondues à Lyon par Gédéon Morel en 1847, elles sont répertoriées sur l’Inventaire général du patrimoine culturel .